# Mureils
Mureils is een plaats en voormalige gemeente in het Franse departement Drôme in de regio Auvergne-Rhône-Alpes en telt 307 inwoners (1999). De plaats maakt deel uit van het arrondissement Valence.

## Geschiedenis
Mureils fuseerde op 1 januari 2022 met La Motte-de-Galaure tot de commune nouvelle Saint-Jean-de-Galaure.

## Geografie
De oppervlakte van Mureils bedraagt 5,4 km², de bevolkingsdichtheid is 56,9 inwoners per km².
De onderstaande kaart toont de ligging van Mureils met de belangrijkste infrastructuur en aangrenzende gemeenten.

## Demografie
Onderstaande figuur toont het verloop van het inwonertal.